# Вей Дун
Вей Дун (魏东, грудень 1967 — 29 квітня 2008) — китайський художник-авангардист часів Китайської Народної Республіки.

## Життєпис й творчість
Народився у провінції Внутрішня Монголія. Про його життя мало відомостей. Тривалий час його роботи були заборонені комуністичною владою Китаю. Він малює в досить своєрідному стилі — суміші традиційного китайського живопису, розпусти в дусі «квітів сливи» і відгомонів Культурної революції. В його роботах здебільшого зображені жінки в ексцентричній та яскравій манері. При цьому чоловічі фігури виступають у вигляді фону. Перші виставки Вей Дуна відбулися у 1996 році. У пізніших роботах художник відійшов від зображення кількох жіночих фігур на користь однієї домінуючої жіночої фігури на передньому плані. Всі елементи в картинах Вей Дуна походять з його уявлення, життя, досвіду і фантазії.